# Huguang Nongchang
Huguan Nongchang är en administrativ enhet på sockennivå i sydöstra Kina. Den ligger i stadsdistriktet Mazhang i staden Zhanjiang i provinsen Guangdong, omkring 380 kilometer sydväst om provinshuvudstaden Guangzhou. Antalet invånare är 13 074. Befolkningen består av 6 270 kvinnor och 6 804 män. Barn under 15 år utgör 21,0 %, vuxna 15-64 år 64 %, och äldre över 65 år 14,0 %. Enheten administrerar ett jordbruk.